# Brigad

Natosymbolen för en infanteribrigad, krysset ovanför rektangeln anger att det är en brigad. Krysset i rektangeln anger att det är ett infanteriförband. Den blåa färgen anger att det är egna eller allierade styrkor.

En brigad (av italienska: brigata eller franska: brigade, kompani; möjligen ursprungligen av keltiskans briga, strid) utgörs av ett antal (ofta 2–4) bataljoner med ett eller flera understödjande kompanier samt tillhörande logistiska enheter, som ställs samman för en specifik uppgift. Styrkan varierar i de flesta länder i storlek mellan 1 500 och 3 500 man (en svensk brigad omfattar däremot vanligen omkring 5 600 man).
En brigad är normalt mindre än en division och ungefär dubbelt så stor som ett regemente. En brigad leds normalt av en brigadgeneral (enstjärnig general) eller överste.

## Historik
Benämningen förekommer första gången under 1500-talet för att beteckna infanteriets stridsformering. Den spanska brigaden utgjordes av 4 eller 7 stora, kvadratiska slaghopar, tertior kallade, ordnade rutvis på tre linjer. Den nederländska brigaden, ordnad av Moritz av Nassau, utgjordes av 4 halvregementen om 500 man, uppställda rutvis på tio leds djup. Efter den senare ordnade Gustav II Adolf den svenska brigaden, helbrigaden, om 2 000 man eller mera, bestående av två halvbrigader om 1 000-1 200 man ordnad i sex led. Under 1700-talet användes benämningen emellanåt, särskilt i Frankrike, för att beteckna ett antal bataljoner eller skvadroner, som tillfälligtvis förenats. Under franska revolutionen trädde benämningen halv brigad i Frankrike i stället för regemente, och under Napoleons tid förenades två halvbrigader till brigader, en enhet som även infördes i andra arméer.

## Sverige

1. Mekaniserade divisionens vapen.

Det har tidigare funnits flera olika typer av brigader inom den svenska armén. En armébrigad uppgick till en personalstyrka om c:a 5 000 man. Brigaden var organiserad med stab, bataljoner och vissa fristående kompanier. Vanligtvis bildade 3-4 brigader en arméfördelning.
Försvarsmakten avvecklade brigaderna som organisationsform genom försvarsbeslutet 2000. Under ett övergångsskede ersattes de av 1. Mekaniserade divisionen, innan den nya organisationen med insatsbataljoner upprättades. 
Sedan 2011/2012 organiseras emellertid två brigadstaber vilka tillförs förband efter situation, se Andra brigaden och Tredje brigaden.

### Infanteribrigad
Den vanligaste brigadtypen, infanteribrigaden (IB), skulle utgöra ryggraden i invasionsförsvaret. Brigaden var utrustad och organiserad för strid i klimatet och geografin i de södra och mellersta delarna av Sverige. Infanteribrigaden var främst hjuldriven med visst stöd av banddrivna fordon. Brigaderna var under åren organiserade i olika brigadformer som: IB 49, IB 59, IB 66 samt IB 77. Under 1980-talet började en ny brigadtyp att utvecklas, IB 2000, vilken skulle mekanisera infanteriet. Brigadtypen var tänkt att vara operativ 2004, men avvecklades genom försvarsbeslutet 2000.

### Norrlandsbrigad
Norrlandsbrigaderna tillkom under 1960-talet genom att ett antal infanteribrigader utvecklades och organiserades för att på ett bättre sätt klara klimatet och geografin i Norrland. Jämfört med infanteribrigaderna var Norrlandsbrigaderna till största delen försedd med banddrivna fordon. Brigaderna var under sin existens organiserade i följande brigadformer: Norrlandsbrigad 63, Norrlandsbrigad 69R samt Norrlandsbrigad 85. Under 1990-talet var det planerat att övergå till en ny brigadorganisation, Norrlandsbrigad 2000. Denna kom aldrig att bli verklig, då alla Norrlandsbrigader avvecklades år 2000.

### Mekaniserad brigad
En mekaniserad brigad var i den svenska armén en reducerad pansarbrigad organiserad med 60 stridsvagnar. 
I samband med försvarsbeslutet 1992 beslutade regering Bildt den 20 januari 1994 om att införskaffa 120 stycken Leopard 2 Improved (Stridsvagn 122) med option på 90 stycken vagnar samt leasing av 160 stycken Leopard 2A4 (Stridsvagn 121) från Tyskland. MekB 19, PB 9 och PB 8 skulle i nämnd ordning tillföras Stridsvagn 122. För att PB 8 skulle kunna tillföras stridsvagn 122 krävdes dock att Sverige utnyttjade optionsrätten på de resterande 90 fordonen. Optionsrätten utnyttjades dock aldrig, varför förbandet endast utrustades med stridsvagn 121.
| Förbandskod | Förbandsnamn           | Stridsvagn (Antal)       | Stridsfordon | Kommentar                                 |
| ----------- | ---------------------- | ------------------------ | ------------ | ----------------------------------------- |
| PB 8        | Skånska dragonbrigaden | Tillfördes Strv 121 (40) | Pbv 302      | Blev 1998 MekB 8 (reducerad brigad)       |
| PB 9        | Skaraborgsbrigaden     | Tillfördes Strv 122 (60) | Strf 90      | Blev 1998 MekB 9                          |
| MekB 7      | Södra skånska brigaden | Tillfördes Strv 121 (60) | Pbv 302      |                                           |
| MekB 10     | Södermanlandsbrigaden  | Tillfördes Strv 121 (60) | Pbv 302      |                                           |
| MekB 18     | Gotlandsbrigaden       | Tillfördes Strv 104 (60) | Pbv 302      | Tillfördes materiel från avvecklade PB 26 |
| MekB 19     | Norrbottensbrigaden    | Tillfördes Strv 122 (60) | Srtf 90      |                                           |

#### Mekaniserad infanteribrigad
En mekaniserad infanteribrigad var i den svenska armén en tidigare infanteribrigad eller norrlandsbrigad.
I samband med försvarsbeslutet 1992 köptes ett större antal rysktillverkade stridsfordon (Pansarbandvagn 401, MT-LB och Pansarbandvagn 501, BMP-1) in från länder i den forna Warszawapakten. Fordonen var tänkta att mekanisera och bygga stommen i den tilltänkta brigadtypen IB 2000/NB 2000, där både infanteri- och norrlandsbrigaderna skulle ingå, men där norrlandsbrigaderna skulle utrustas med Stridsfordon 90. Varken infanteri- eller norrlandsbrigaderna hann bli helt mekaniserade, utan de sista brigaderna avvecklades år 2000.
| Förbandskod | Förbandsnamn          | Stridsfordon | Kommentar                                          |
| ----------- | --------------------- | ------------ | -------------------------------------------------- |
| MekIB 1     | Livgardesbrigaden     | Strf 90      | Tillfördes även Pbv 401 och Pansarterrängbil XA180 |
| IB 2        | Värmlandsbrigaden     | Pbv 501      | Tillfördes även Pbv 401                            |
| IB 4        | Livgrenadjärbrigaden  | Pbv 501      | Tillfördes även Pbv 401                            |
| NB 5        | Fältjägarbrigaden     | Strf 90      | Tillfördes även Pbv 401                            |
| IB 12       | Smålandsbrigaden      | Pbv 501      | Tillfördes även Pbv 401                            |
| NB 13       | Dalabrigaden          | Strf 90      | Tillfördes även Pbv 401                            |
| IB 15       | Älvsborgsbrigaden     | Pbv 501      | Tillfördes även Pbv 401                            |
| IB 16       | Hallandsbrigaden      | Pbv 501      | Tillfördes även Pbv 401                            |
| NB 20       | Lapplandsbrigaden     | Strf 90      | Tillfördes även Pbv 401                            |
| NB 21       | Ångermanlandsbrigaden | Strf 90      | Tillfördes även Pbv 401                            |

### Pansarbrigad
En pansarbrigad var i den svenska armén en brigad organiserad med 72 stridsvagnar. Exempel på pansarbrigader är PB 8 och PB 26. Pansarbrigaderna fanns i brigadorganisationerna PB 43, PB 49, PB 58, PB 63, Pansarbrigad 63R, Pansarbrigad 63M och Pansarbrigad 90. År 1998 omvandlades de sista pansarbrigaderna till mekaniserade brigader.

### Övriga brigadtyper i den svenska armén
Under första hälften av 1900-talet fanns brigader organiserade som motorbrigad, cykelbrigad samt kavalleribrigad. I 1941 års försvarsutredning föreslogs det att tretton brigader skulle uppsättas. Förslaget byggde på samma princip som vid uppsättningen av fältregementen och dubbleringsregementen, det vill säga ordinarie nummer plus 30. Dock så kom endast fem brigader att sättas upp. I samband med försvarsbeslutet 1948 renodlades armén till två brigadtyper, infanteribrigad samt pansarbrigad.
| Brigad             | Regemente                         | Kommentar  |
| ------------------ | --------------------------------- | ---------- |
| 1. motorbrigaden   | Svea livgarde                     |            |
| 31. motorbrigaden  | Svea livgarde                     | Ej uppsatt |
| 2. cykelbrigaden   | Värmlands regemente               | Ej uppsatt |
| 4. cykelbrigaden   | Livgrenadjärregementet            | Ej uppsatt |
| 34. cykelbrigaden  | Livgrenadjärregementet            | Ej uppsatt |
| 7. motorbrigaden   | Södra skånska infanteriregementet |            |
| 8. pansarbrigaden  | Skånska dragonregementet          |            |
| 9. pansarbrigaden  | Skaraborgs regemente              |            |
| 10. pansarbrigaden | Södermanlands regemente           |            |
| 19. jägarbrigaden  | Norrbottens regemente             | Ej uppsatt |
| 20. jägarbrigaden  | Västerbottens regemente           | Ej uppsatt |
| 35. jägarbrigaden  | Jämtlands fältjägarregemente      | Ej uppsatt |
| 51. jägarbrigaden  | Västernorrlands regemente         | Ej uppsatt |

### Marinens kustartilleribrigader
Kustartilleribrigad var det högsta förbandet inom kustartilleriet, vilka var mindre till storleken än arméns brigader. Från slutet av 1980-talet fanns det sex brigader. Senare omdöptes alla kustartilleribrigader utom två till marinbrigader. Såväl förband från marinen som ur armén ingick och personalstyrkan var varierande mellan 3 000 och 5 000 man. Förbanden utgick ur krigsorganisationen i försvarsbeslutet år 2000.
| Förbandskod | Förbandsnamn                 | Aktiv     |
| ----------- | ---------------------------- | --------- |
| KAB 1       | Första kustartilleribrigaden | 1956–1997 |
| KAB 2       | Andra kustartilleribrigaden  | 1956–2000 |
| KAB 3       | Tredje kustartilleribrigaden | 1956–1997 |
| KAB 4       | Fjärde kustartilleribrigaden | 1956–2000 |
| KAB 5       | Femte kustartilleribrigaden  | 1956–1997 |
| KAB 6       | Sjätte kustartilleribrigaden | 1956–2000 |

### Svarta brigader
Svarta brigader (alternativt svartbrigader) var ett uttryck som uppstod inom Försvarsmakten under 1900-talets senare hälft genom att brigader som beslutats för avveckling kom att kvarstå inom den svenska krigsorganisationen, fast ombildade till en Fo-grupp/stridsgrupp inom ett försvarsområde. Bakgrunden till detta var att krigsorganisationen räknades av politiker och officerare i antal brigader och de avvecklade ingående delarna i brigaderna gick att dölja som bataljoner inom försvarsområdena som lokalförsvar. Exempel på så kallade svartbrigader är
- Fältjägarbrigaden (IB 25) skulle avvecklas i samband med försvarsbeslutet 1958, men kom att kvarstå som tre fristående fjällbataljoner.
- Västerbottensbrigaden (NB 20) vid I 20 som upphörde 1971 och istället sattes upp vid I 21 som NB 51. Förbandet fanns dock kvar vid I 20, dock som tre "fristående" norrlandsskyttebataljoner typ F.
- Blåa brigaden (PB 6) avvecklades som brigad 1980 men övergick vid avvecklingen till en försvarsområdesgrupp benämnd 6. pansargruppen och bestod av tre pansarbataljoner.[5]
- Gula brigaden (IB 1) avvecklades 1984 i samband med försvarsbeslutet 1982 men kom att kvarstå som tre fristående skyttebataljoner (Skbat F).
- Kopparbergsbrigaden (IB 43) skulle avvecklas i samband med försvarsutredning 1988 men kom att kvarstå som 43. fogruppen inom Kopparbergs försvarsområde (Fo 53).
- Hälsingebrigaden (IB 44) skulle avvecklas i samband med försvarsutredning 1988, men kom att kvarstå som 44. fogruppen inom Gävleborgs försvarsområde (Fo 21).

## Internationellt

### USA
I USA:s armé används termen brigade istället för regiment utom vad gäller kavalleriet. Detta beror på att ett regiment har en bestämd storlek medan brigadens storlek kan anpassas till uppdraget.

### Storbritannien
I det brittiska imperiet var ofta brigader stationerade på avlägsna orter och brigadgeneralen kunde då ha avsevärd lokal makt.